# Stefania tamacuarina
Stefania tamacuarina é uma espécie de anfíbio da família Hemiphractidae. Pode ser encontrada na Serra do Tapirapecó no estado do Amazonas, no Brasil, e no estado do Amazonas, na Venezuela.